# Torneo Supercup 2012
Il Torneo Supercup 2012 si è svolto dall'11 al 12 agosto 2012.

Gli incontri si sono svolti nell'impianto "Stechert Arena", situato nella città di Bamberga.

## Squadre partecipanti
1. Finlandia
2. Germania
3. Polonia
4. Turchia

## Risultati
Semifinali
| Bamberga 11 agosto 2012, ore 18,00 | Turchia | 69 – 95 | Polonia | Stechert Arena |

| Bamberga 11 agosto 2012, ore 20,30 | Germania | 79 – 70 | Finlandia | Stechert Arena |

Finali
- 3-4 posto

| Bamberga 12 agosto 2012, ore 14,00 | Finlandia | 98 – 82 | Turchia | Stechert Arena |

- 1-2 posto

| Bamberga 12 agosto 2012, ore 16,30 | Germania | 78 – 74 | Polonia | Stechert Arena |

## Classifica
| - | Team      |
| - | --------- |
| 1 | Germania  |
| 2 | Polonia   |
| 3 | Finlandia |
| 4 | Turchia   |